# Карповский сельсовет (Гомельская область)
Карповский сельсовет — административная единица на территории Лоевского района Гомельской области Республики Беларусь. Административный центр — деревня Карповка.

## История
23 сентября 2011 года упразднён посёлок Новая Деревня.

## Состав
Карповский сельсовет включает 6 населённых пунктов:
- Абакумы — деревня
- Карповка — деревня
- Орёл — посёлок
- Свирежа — посёлок
- Слава — посёлок
- Хоминка — деревня